# Georgia en los Juegos Europeos de Minsk 2019
Georgia participó en los Juegos Europeos de Minsk 2019. Responsable del equipo nacional fue el Comité Olímpico Nacional Georgiano.
El portador de la bandera en la ceremonia de apertura fue el luchador Guram Tushishvili.

## Medallistas
El equipo de Georgia obtuvo las siguientes medallas:
| Nombre                              | Deporte               | Competición             |
| ----------------------------------- | --------------------- | ----------------------- |
| Oro                                 |                       |                         |
| Lujumi Chjvimiani                   | Judo                  | –60 kg M                |
| Guram Tushishvili                   | Judo                  | +100 kg M               |
| Vajtangui Chidrashvili              | Sambo                 | –57 kg M                |
| Levan Najutsrishvili                | Sambo                 | –74 kg M                |
| Davit Loriashvili                   | Sambo                 | –100 kg M               |
| Beka Berdzenishvili                 | Sambo                 | +100 kg M               |
| Plata                               |                       |                         |
| Sajil Alajverdovi                   | Boxeo                 | Mosca ligero (–49 kg) M |
| Luba Golovina                       | Gimnasia en trampolín | Individual F            |
| Varlam Liparteliani                 | Judo                  | –100 kg M               |
| Shmagui Bolkvadze                   | Lucha grecorromana    | 67 kg M                 |
| Iakob Kadzhaia                      | Lucha grecorromana    | 130 kg M                |
| Vladimer Jinchegashvili             | Lucha libre           | 65 kg M                 |
| Guivi Macharashvili                 | Lucha libre           | 125 kg M                |
| Mindia Liluashvili                  | Sambo                 | –68 kg M                |
| Nino Odzelashvili                   | Sambo                 | –72 kg F                |
| Elene Kebadze                       | Sambo                 | +80 kg F                |
| Bronce                              |                       |                         |
| Otar Eranosian                      | Boxeo                 | Ligero (–60 kg) M       |
| Amiran Papinashvili                 | Judo                  | –60 kg M                |
| Bagrati Niniashvili                 | Judo                  | –66 kg M                |
| Vazha Margvelashvili                | Judo                  | –66 kg M                |
| Luka Maisuradze                     | Judo                  | –81 kg M                |
| Goguita Arkania                     | Karate                | Kumite +84 kg M         |
| Dato Chjartishvili                  | Lucha grecorromana    | 60 kg M                 |
| Avtandil Kenchadze                  | Lucha libre           | 74 kg M                 |
| Elizbar Odikadze                    | Lucha libre           | 97 kg M                 |
| Guivi Nadareishvili                 | Sambo                 | –52 kg M                |
| Guenadi Chirgadze                   | Sambo                 | –62 kg M                |
| Besarion Berulava                   | Sambo                 | –82 kg M                |
| Paata Ghviniashvili                 | Sambo                 | –90 kg M                |
| Tsotne Machavariani Nino Salukvadze | Tiro                  | Rifle 10 m equipo mixto |